# Jeannot Bewing

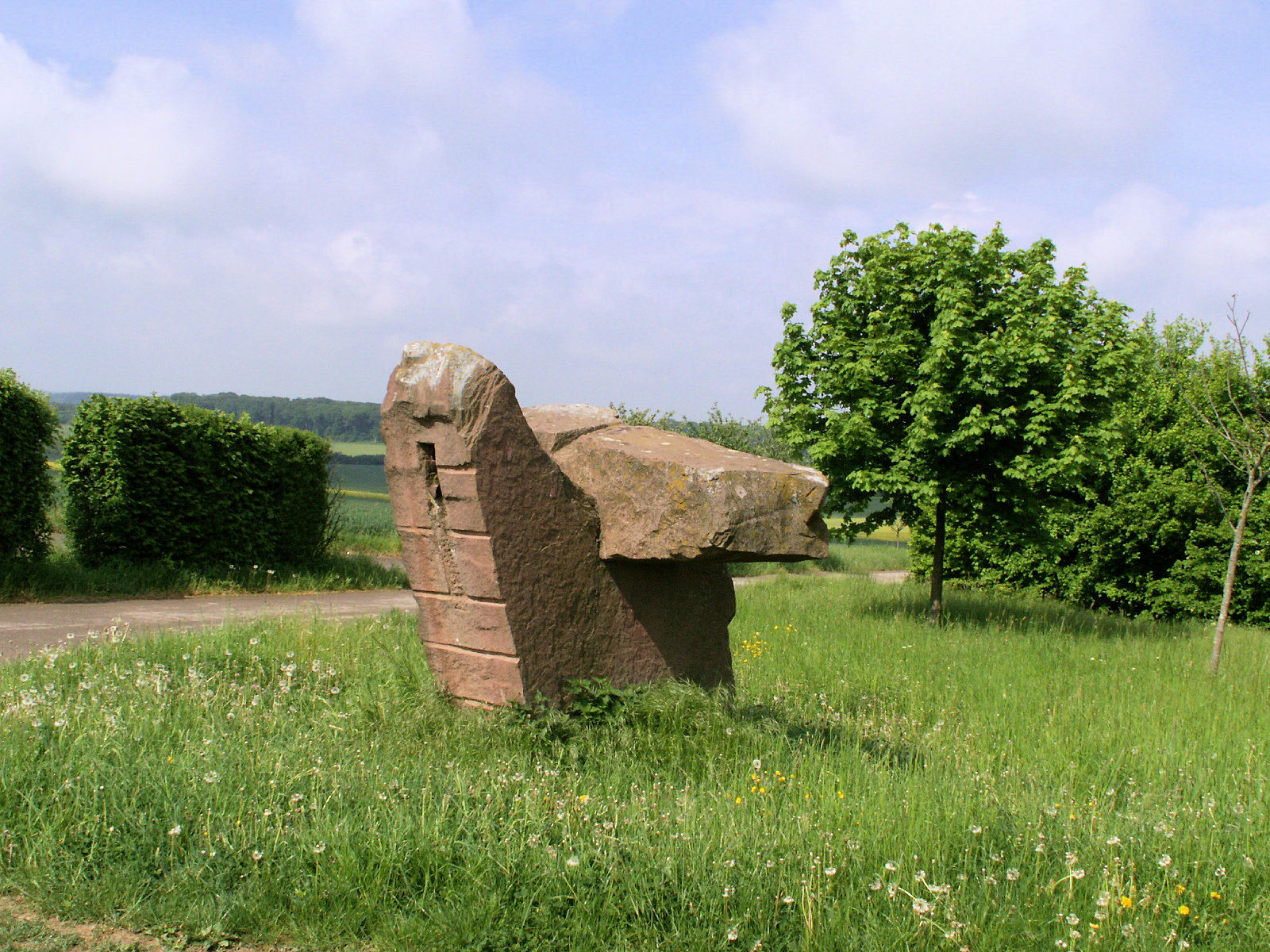
Wunsch-Stein (1986), Merzig

Jeannot Pierre Bewing (Esch-sur-Alzette, 28 maart 1931 – aldaar, 4 juni 2005) was een Luxemburgs beeldhouwer.

## Leven en werk
Jeannot Bewing was een zoon van Léon Bewing en Anne Grünewald. Hij werkte, net als zijn vader, in de staalindustrie en daarnaast als parttime timmerman. In de jaren 60 kwam hij in aanraking met kunst. Nadat hij op 57-jarige leeftijd met pensioen ging wijdde Bewing zich volledig aan zijn sculpturen en had hij een atelier in een voormalige autoreparatiewerkplaats in Esch.
Bewing maakte beeldhouwwerken van ijzeren en stalen schrootdelen, maar werkte ook in hout en steen. Hij haalde zijn materiaal van de sloop; Het ijzer moest vooral niet te glad en te nieuw zijn, zo nodig begroef hij het eerst om het een bepaalde oppervlaktestructuur te geven. In een interview (1998) zei hij: 

Sommige stukken die ik op de sloop zag, interesseren me, en ook al doe ik ze niet meteen, ik denk erover na. Je kunt toeval uitlokken, maar je moet er een hoofd voor hebben. Spontaniteit en toeval zijn vreemde begrippen. Je moet weten hoe je moet spelen met de stukken die je vindt, het is de combinatie die telt. Ik weet van steen en hout, maar de haat tegen ijzer en de woede die ik misschien had zijn onvervangbaar - ik zie met mijn handen!
(...) Ik hou van oneffenheden, holtes en plooien, en ik ben verrast door de ongelukken die het materiaal heeft ondergaan. Je moet vooruit plannen, weten hoe de achterkant van het beeld eruit zal zien, in harmonie zijn met je handen en je hoofd. Soms mislukt het, soms ben je bang, soms weet je zeker dat je het goed hebt en dat is de enige manier.

In 1968 debuteerde Bewing als exposant op een tentoonstelling voor jonge Luxemburgse kunstenaars in Consdorf en op de Salon de la jeune sculpture in Parijs. In 1975 had hij een aantal maanden een atelier bij de Parijse Cité Internationale des Arts. Hij sloot zich aan bij de Cercle Artistique de Luxembourg en exposeerde eind jaren 80 op de jaarlijkse Salon du CAL, daarnaast onder andere in de gemeentelijke kunstgalerie in Esch (tussen 1972 en 1998), Galerie La Cité in Luxemburg-Stad (tussen 1977 en 1999) en Villa Vauban (1984). Voor zijn werk werd hij beloond met de Prix de Raville (1991) en de Prix Grand-Duc Adolphe (1997).
Bewing overleed in 2005, op 74-jarige leeftijd. Een aantal maanden later werd een fotoboek met zijn werk uitgebracht.

## Enkele werken
- 1986 Wunsch-Stein , zandstenen sculptuur gemaakt voor het project "Steine an der Grenze" in Merzig
- 1989 YBGA, bij het Lycée Technique in Bonnevoie-Sud.
- 1993 Dot bij de Universiteit Luxemburg in Limpertsberg.
- 1995 Kopf, bij het Jean Monnet-gebouw op de Kirchberg in Luxemburg-Stad.
- 2003 sculptuur op de rotonde in Keel
- 2005 sculptuur in het Émile Mayrisch-park in Dudelange.